# Walk the Line: Original Motion Picture Soundtrack
Walk the Line: Original Motion Picture Soundtrack è un album discografico colonna sonora del film Quando l'amore brucia l'anima - Walk the Line del 2005, un biopic sulla vita del cantautore country Johnny Cash. Il disco venne pubblicato il 15 novembre 2005 dalla Wind-up Records. 

## Il disco
Nove tracce sono interpretate dall'attore Joaquin Phoenix (che interpreta Johnny Cash nel film), quattro da Reese Witherspoon (June Carter Cash), una da Waylon Payne (Jerry Lee Lewis), una da Johnathan Rice (Roy Orbison), due da Tyler Hilton (Elvis Presley), e una da Shooter Jennings (Waylon Jennings). Ai Golden Globe Joaquin Phoenix vinse il premio Best Actor - Musical or Comedy e Reese Witherspoon ricevette quello come Best Actress - Musical or Comedy, inoltre il film stesso si aggiudicò il premio Best Picture - Musical or Comedy. Joaquin Phoenix e Reese Witherspoon furono anche nominati al premio Oscar per le loro interpretazioni, e la Witherspoon si aggiudicò la statuetta agli Academy Awards del 2006.
La copertina del disco vede Phoenix e Witherspoon nei rispettivi panni di Johnny Cash e June Carter.
Il 17 maggio 2006 l'album è stato certificato disco di platino dalla RIAA con vendite superiori al 1,000,000 di copie.
L'11 febbraio 2007 il disco vinse il premio Grammy nella categoria Best Compilation Soundtrack Album for a Motion Picture, Television or Other Visual Media.

## Tracce
- Tra parentesi sono indicati gli interpreti

1. Get Rhythm (Joaquin Phoenix) - 2:26
2. I Walk the Line (Joaquin Phoenix) - 3:20
3. Wildwood Flower (Reese Witherspoon) - 2:31
4. Lewis Boogie (Waylon Payne) - 2:01
5. Ring of Fire (Joaquin Phoenix) - 3:42
6. You're My Baby (Johnathan Rice) - 2:12
7. Cry! Cry! Cry! (Joaquin Phoenix) - 2:35
8. Folsom Prison Blues (Joaquin Phoenix) - 2:52
9. That's All Right, Mama (Tyler Hilton) - 1:46
10. Juke Box Blues (Reese Witherspoon) - 2:15
11. It Ain't Me Babe (Joaquin Phoenix/Reese Witherspoon) - 3:05
12. Home of the Blues (Joaquin Phoenix) - 2:40
13. Milk Cow Blues (Tyler Hilton) - 2:19
14. I'm a Long Way from Home (Shooter Jennings) - 2:15
15. Cocaine Blues (Joaquin Phoenix) - 2:50
16. Jackson (Joaquin Phoenix/Reese Witherspoon) - 2:49

## Brani musicali aggiuntivi
Nel film si ascoltano anche molti altri brani country, rockabilly e di musica tradizionale, che non sono inclusi nel CD della colonna sonora:
1. Engine 143 – The Carter Family
2. Highway 61 Revisited – Bob Dylan
3. Didn't It Rain – Sister Rosetta Tharpe
4. Dark Was the Night, Cold Was the Ground – Blind Willie Johnson
5. Volksmusik Medley – Hans Glisha Orchestra
6. I Was There When It Happened – The Blackwood Brothers
7. Try Me One Time – Willie Nix
8. Ain't That Right – Eddie Snow
9. Boogie Blues – Earl Peterson
10. I Miss You Already – Faron Young
11. Defrost Your Heart – Charlie Feathers
12. Feelin' Good – Little Junior's Blue Flames
13. Bop Bop Baby – Wade and Dick
14. Rock With My Baby – Billy Riley
15. Rock N' Roll Ruby – Joaquin Phoenix
16. Fujiyama Mama – Wanda Jackson
17. She Wears Red Feathers – Guy Mitchell
18. Easy Does It – Lewis LaMedica
19. Hey Porter – Joaquin Phoenix
20. Candy Man Blues – Mississippi John Hurt
21. I Got Stripes – Joaquin Phoenix
22. Light of the Night – Werner Tautz
23. You Get To Me – Minnie and the Minuettes
24. Time's a Wastin' – Joaquin Phoenix & Reese Witherspoon
25. Ring of Fire – Reese Witherspoon
26. Cartoon World
27. Ghost Town/Poem For Eva – Bill Frisell
28. In the Sweet By and By
29. Long Legged Guitar Pickin' Man – Johnny Cash & June Carter
30. Rainy Day Women #12 & 35 – Bob Dylan